# Langues eskimos
Les langues eskimos (ou, plus rarement, langues inuito-yupiks) constituent une des deux branches des langues eskimo-aléoutes, l'autre étant l'aléoute.

## Histoire
Selon l'Alaska Native Language Center, les langues eskimos et l'aléoute se seraient séparés vers 3 000 ans avant J.-C,,. Les langues yupik et inuites se seraient séparées il y a 1000 ans.

## Classification interne
Ci dessous la classification des langues eskimos. Les dialectes sont indiqués en italique,,,,,.
- langues eskimos
  - langues inuites
    - inupiaq
      - inupiatun alaskain septentrional
        - malimiutun
          - inupiatun de la rivière Kobuk
          - inupiatun Kotzebue Sound

        - inupiatun North Slope

      - inupiatun de la péninsule Seward
        - inupiatun du détroit de Bering
        - inupiatun qawiaraq

    - inuvialuktun
      - inuinnaqtun
      - natsilingmiutut
      - siglitun

    - inuktitut
      - inuktitut de Baffin
        - inuktitut de Baffin du Nord
          - iglulingmiut
          - eskimo polaire
          - tununitmiut

        - inuktitut de Baffin du Sud

      - kivalliq
      - inuktitut du Québec et du Labrador
        - nunatsiavut
          - eskimo du Labrador septentrional
          - inuktitut rigolet

        - nunavik

    - groenlandais
      - kalaallisut
      - tunumiisiut

  - langues yupik
    - yupik sibérien central
      - yup'ik central général
      - hooper bay-chevak
      - nunivak
      - unaliq

    - yupik alaskain central
    - naukan
    - alutiiq
      - chugach
      - koniag

  - sirenik† (parfois classé parmi les langues yupik)

## Proto-eskimo
La phonologie du proto-eskimo a été reconstruite par Fortescue (2010) :

### Voyelles
Le /ə/ dans les langues eskimos correspond au /i/ en aléoute.
|         | Antérieure | Centrale | Postérieure |
| ------- | ---------- | -------- | ----------- |
| Fermée  | i          | ɨ        | u           |
| Moyenne |            | ə        |             |
| Ouverte |            | a        |             |

### Consonnes
Les langues inuites ne possèdent qu'une seule consonne initiale et pas plus de deux consonnes successives entre les voyelles. Les langues yupik ne possèdent pas le processus d'assimilation des consonnes, contrairement à la plupart des langues inuites.
Les consonnes entre parentèses correspondent à des phonèmes non-eskimos.
|            |            | Labiales | Alvéolaires | Alvéolaires | Alvéolaires | Vélaires | Uvulaires | Glottales |
| Pleines    | Palatales  | Labiales | Latérales   |             |             | Vélaires | Uvulaires | Glottales |
| ---------- | ---------- | -------- | ----------- | ----------- | ----------- | -------- | --------- | --------- |
| Nasales    | Nasales    | m (m̥)    | n (n̥)       | (nʲ)        |             | ŋ (ŋ̥)    |           |           |
| Occlusives | Occlusives | p        | t           | tʲ          |             | k        | q         |           |
| Affriquées | Affriquées |          | ts          |             |             |          |           |           |
| Fricatives | Sourdes    | (f) (w̥)  | ts          | s (s̆)       | (ɬ)         | (x)      | (χ)       | (h)       |
| Fricatives | Voisées    | v (w)    | ð           | (z) (z̆)     |             | ɣ        | ʁ         |           |
| Roulées    | Roulées    |          |             |             |             |          | (ʀ̃)       |           |
| Spirantes  | Spirantes  |          |             | j           | l           |          |           |           |